# Hotel Transylvania: Transformania
Hotel Transylvania: Transformania (bra: Hotel Transilvânia 4: Transformonstrão ou Hotel Transilvânia: Transformonstrão; prt: Hotel Transylvania: Transformania) é um filme estadunidense de animação digital dos gêneros comédia e fantasia de 2022 produzido pela Sony Pictures Animation. É o quarto e último filme da franquia Hotel Transylvania e a sequência de Hotel Transylvania 3: Summer Vacation (2018). Dirigido por Jennifer Klushka e Derek Drymon (em suas estreias na direção de longas-metragens), o roteiro do filme foi escrito por Amos Vernon, Nunzio Randazzo e Genndy Tartakovsky (que dirigiu os três filmes anteriores e coescreveu o terceiro filme). O filme é estrelado pelas vozes de Andy Samberg, Selena Gomez (que também atuou como produtora executiva ao lado de Tartakovsky), Kathryn Hahn, Jim Gaffigan, Steve Buscemi, Molly Shannon, David Spade, Keegan-Michael Key, Brian Hull (substituindo Adam Sandler), Fran Drescher, Brad Abrell (substituindo Kevin James) e Asher Blinkoff.
Originalmente planejado para ser lançado nos cinemas nos Estados Unidos em 1 de outubro de 2021, a Sony Pictures Releasing cancelou os planos de lançamento do filme e vendeu os direitos de distribuição do filme para a Amazon Studios por US$ 100 milhões, devido ao aumento de casos da variante do SARS-CoV-2, Delta, nos Estados Unidos. A Amazon o lançou exclusivamente no Amazon Prime Video em 14 de janeiro de 2022 em todo o mundo; excluindo a China, onde a Sony fará um lançamento nos cinemas.

## Elenco
- Brian Hull como Conde Drácula.[7] [8]
- Andy Samberg como Johnny.[8]
- Selena Gomez como Mavis Drácula.[8]
- Asher Blinkoff como Dennis.[8]
- Brad Abrell como Frankenstein.[8]
- Fran Drescher como Eunice.[8]
- Kathryn Hahn como Ericka Van Helsing.[8]
- Jim Gaffigan como Abraham Van Helsing.[8]
- Steve Buscemi como Wayne.[8]
- Molly Shannon como Wanda.[8]
- Keegan-Michael Key como Murray.[8]
- David Spade como Griffin.[8]

## Produção
Em 26 de fevereiro de 2019, a Sony Pictures Animation anunciou que um quarto filme de Hotel Transylvania estava em desenvolvimento e que seria lançado em 21 de dezembro de 2021. Em outubro de 2019, Genndy Tartakovsky, diretor dos três primeiros filmes, revelou que ele não retornaria na direção. Em 17 de setembro de 2020, foi anunciado que além de reprisar o papel de Mavis, Selena Gomez seria produtora-executiva do filme, com Jennifer Klushka e Derek Drymon, uma artista de storyboard nas duas primeiras sequências de Hotel Transilvânia e um ex-membro da equipe de Bob Esponja e Hora de Aventura, respectivamente, dirigindo e Tartakovsky escrevendo o roteiro. A produção ocorreu remotamente durante a pandemia de COVID-19.
Em abril de 2021, foi revelado que o título do filme era Hotel Transylvania: Transformania e foi confirmado que seria o último filme da série. Naquele mesmo mês, a Sony confirmou que Adam Sandler não voltaria a interpretar Drácula. O papel foi dado a Brian Hull após a dublagem do personagem no curta-metragem Monster Pets, enquanto Kathryn Hahn, Steve Buscemi, David Spade e Keegan-Michael Key foram confirmados para reprisar seus papéis. Foi anunciado que Brad Abrell havia substituído Kevin James como a voz de Frankenstein.

## Música
Em 18 de junho de 2021, foi anunciado que Mark Mothersbaugh iria compor a trilha sonora do filme, tendo anteriormente composto os três filmes anteriores.

## Lançamento
Hotel Transylvania: Transformania foi lançado pela Amazon Studios no Prime Video, em 14 de janeiro de 2022. O filme foi originalmente programado para ser lançado nos cinemas dos Estados Unidos em 1 de outubro de 2021, pela Sony Pictures Releasing. Em fevereiro de 2019, o filme estava programado para ser lançado em 22 de dezembro de 2021. Em abril de 2020, o filme foi adiantado para 6 de agosto de 2021. Em abril de 2021, o filme foi adiantado novamente para 23 de julho de 2021. Em junho de 2021, o filme foi adiado para 1 de outubro de 2021, devido à pandemia de COVID-19.
Em agosto de 2021, a Sony Pictures Releasing cancelou os planos de lançar o filme nos cinemas e estava em discussões para vender os direitos de distribuição para um serviço de streaming, em resposta aos crescentes casos da variante do SARS-CoV-2, Delta, nos Estados Unidos.  Em 16 de agosto de 2021, foi relatado que a Amazon Studios estava em negociações para adquirir os direitos de distribuição do filme por US$ 100 milhões e iria lançá-lo exclusivamente no Amazon Prime Video em todo o mundo, exceto na China, onde a Sony iria lançá-lo nos cinemas em uma data indeterminada. A Sony também manteria o lançamento em DVD e os direitos de televisão linear do filme.  Em outubro de 2021, a Amazon definiu uma data de lançamento para 14 de janeiro de 2022.

## Crítica especializada
No site agregador de críticas Rotten Tomatoes, 55% das 51 críticas são positivas, com uma classificação média de 5,30/10. O consenso crítico do site diz: "Muito parecido com o trio de filmes que segue, Hotel Transilvânia: Transformonstrão é uma exibição familiar mediana - relativamente indolor, mas no geral sem inspiração". No Metacritic, o filme tem uma pontuação de 45 em 100 com base em 14 críticas, indicando "críticas mistas ou médias".